# Deidesheimer Spital
Das Spital  in der pfälzischen Landstadt Deidesheim ist eine Einrichtung mit einer über halbtausendjährigen Geschichte, die als Krankenhaus, Altersheim, Nachtasyl, Fremdenherberge und in Kriegszeiten auch als Lazarett gedient hat. Es zählt zu den bedeutendsten Spitälern in der Pfalz und nimmt einen besonderen Platz in der Stadtgeschichte ein. Die Gebäude sind nach dem Denkmalschutzgesetz des Landes Rheinland-Pfalz als Kulturdenkmal ausgewiesen.

## Geschichte

### Die Stiftung des Spitals

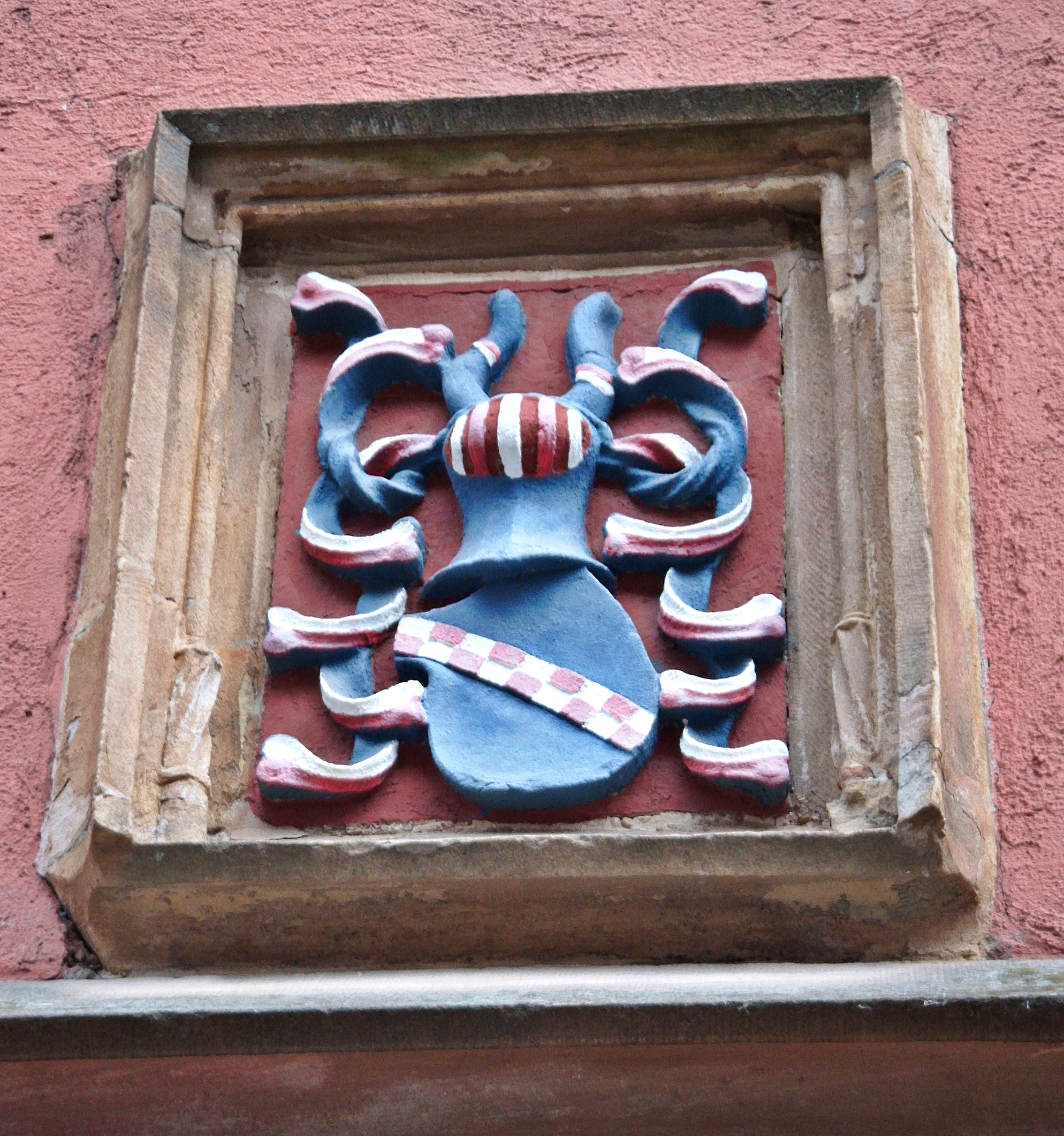
Gründerwappen des Ritters Nikolaus Übelhirn von Böhl

Die formelle Stiftung des Spitals erfolgte am 25. April 1494. Der Deidesheimer Ritter Nikolaus Übelhirn von Böhl, kinderlos und ohne Erben, stiftete das Spital und stattete dieses mit mehr als 800 Morgen seines Grundbesitzes aus. Die Ritterfamilie der Übelhirn von Böhl war schon seit vielen Jahren auf ihrem Adelshof in Deidesheim ansässig. Die Stiftung erfolgte mit einer Urkunde im Rathaus von Deidesheim vor dem Schultheiß und den Schöffen des Deidesheimer Gerichts, sowie dem Vertreter des Speyerer Bischofs Ludwig von Helmstatt, der als Fürstbischof im Hochstift Speyer, zu dem Deidesheim damals gehörte, der Stadtherr Deidesheims war. Die Originalurkunde ist nicht mehr erhalten, aber eine Abschrift aus dem Jahr 1603; sie wird im Landesarchiv Speyer aufbewahrt. Eine weitere Abschrift aus dem Jahr 1741 gibt es auch im Stadtarchiv Deidesheims. Zwar hatte Deidesheim damals schon ein Spital, aber dieses war wenig vermögend. Das alte Spital war eine Fremdenherberge, welche die Vorfahren des Nikolaus Übelhirn von Böhl gestiftet hatten. Das neue Spital sollte nach dem Willen seines Stifters alten und in Not geratenen Menschen helfen; außerdem sollte das Spital Fremde und Pilger speisen und beherbergen. Das Spital wurde von den Geldern unterhalten, welche die Güter abwarfen, die Nikolaus von Böhl gestiftet hatten; dazu zählten Güter auf Deidesheimer, Ruppertsberger, Niederkirchener, Dannstadter, Mutterstadter, Altdorfer und Freimersheimer Gemarkung.

### Bis zur Französischen Revolution

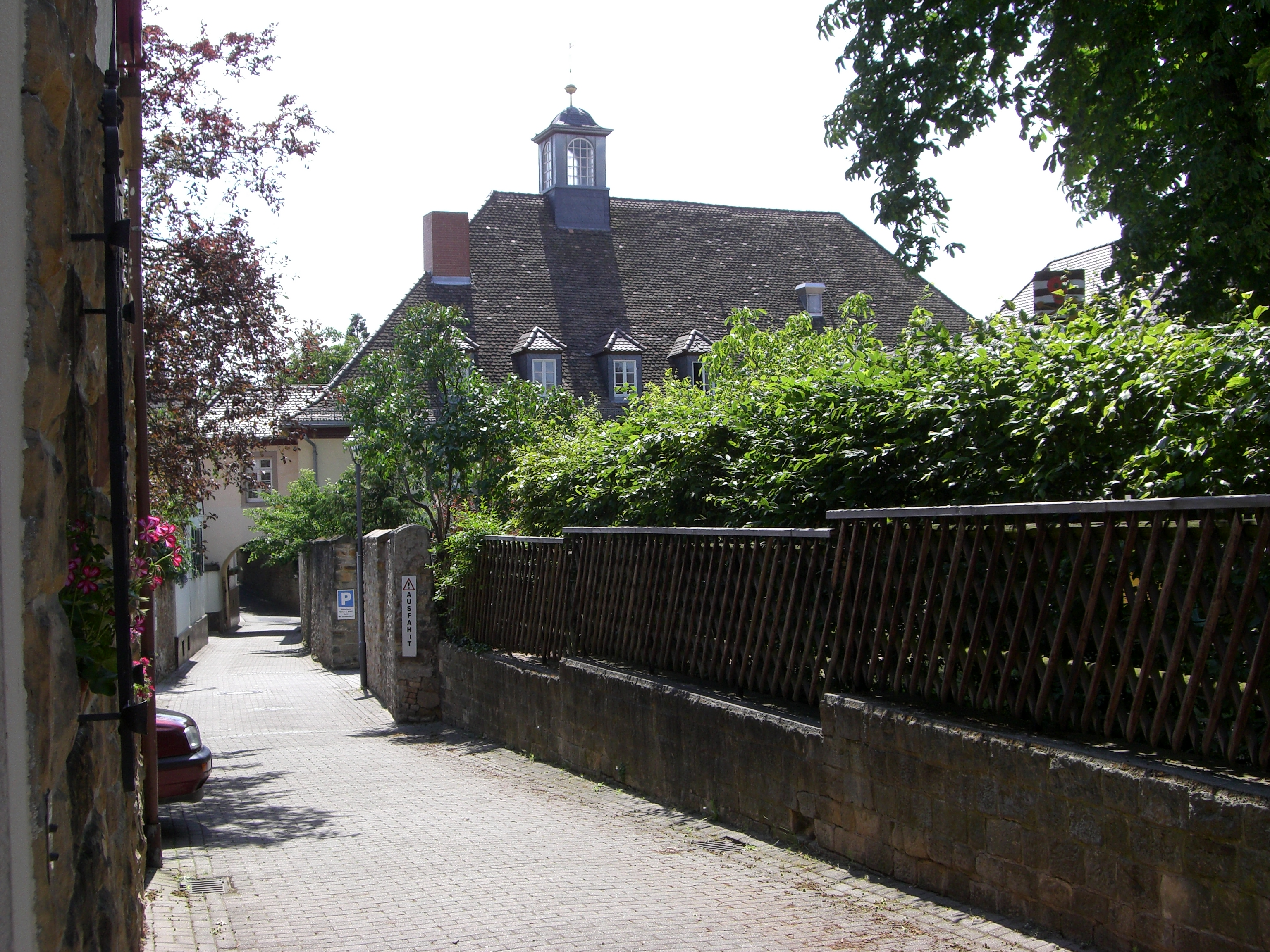
Das Spital von der Spitalgasse gesehen

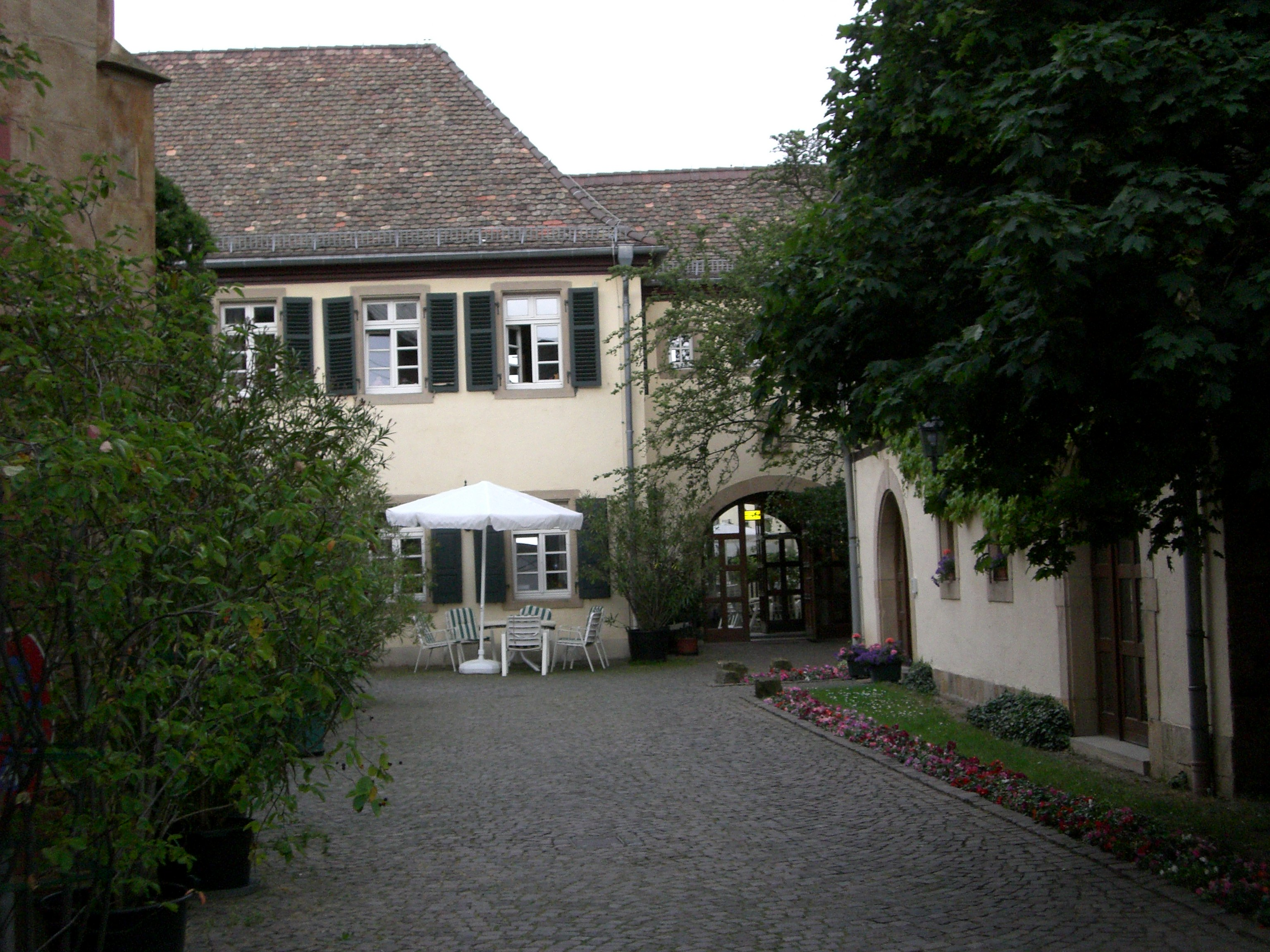
Der Spitalhof

Im Mittelalter und der frühen Neuzeit lag Deidesheim an einer wichtigen Verkehrsverbindung zwischen dem Rheinland und dem Elsass; dementsprechend groß war die Zahl derer, die sie benutzten und die Unterstützung des Spitals in Anspruch nehmen durften. Einer Aufzeichnung des Jahres 1573 zufolge fanden bis zu acht Personen pro Nacht Unterkunft im Spital. Es handelte sich dabei zumeist um Reisende, verwundete Soldaten, Kranke und Pilger, aber auch Deidesheimer Bürger, die in Not geraten waren. Für Menschen, die während ihres Aufenthalts verstarben, übernahm das Spital die Begräbniskosten. Seit seiner Gründung 1494 bestand das Spital bis 1734/35 aus zwei Einrichtungen: Dem alten Spital, das als Fremdenherberge, Nachtasyl, Krankenhaus oder in Kriegszeiten als Lazarett diente und dem neuen Spital, der eigentlichen Stiftung des Nikolaus von Böhl; es war Altersheim und zeitweise auch Heil- und Pflegeanstalt. Dem Willen ihres Stifters zufolge hatten beide Spitäler die Sieben Werke der Barmherzigkeit an den Menschen zu erfüllen.
Das neue Spital war ein Pfrundhaus, in dem Einzelpersonen und Ehepaare aus dem Hochstift Speyer aufgenommen wurden, wofür eine Gebühr zwischen 500 und 1000 Gulden zu entrichten war, wenn die Personen nicht vom Landesherrn, dem Bischof von Speyer, eingewiesen wurden. Die Tatsache jedoch, dass der Bischof nach dem Dreißigjährigen Krieg so manchen seiner Bediensteten einen angenehmen Lebensabend im Spital ermöglichen wollte, belastete das Spital schwer, denn es musste Kosten für Essen, Kleidung und medizinische Betreuung jener Personen tragen, ohne Pfründgeld zu erhalten. Deswegen, vor allem aber infolge von Kriegen, konnte das Spital im ausgehenden 17. Jahrhundert keine große Zahl an Pfründnern mehr ernähren. 1688 besetzten französische Truppen im Pfälzischen Erbfolgekrieg das Hochstift Speyer und setzten am 26. September 1689 Deidesheim in Brand, wobei auch das Spital beschädigt wurde; wie die allermeisten Einwohner Deidesheims verließen auch die Pfründner die zerstörte Stadt, sie fanden bei ihrer Rückkehr etwa zwei Jahre später aber keine Aufnahme im Spital mehr. Erst nachdem zwischen 1742 und 1746 verschiedene Baumaßnahmen am Gebäude vorgenommen wurden, konnten wieder alte Leute aufgenommen werden; dies waren nun jedoch hilfsbedürftige Personen aus Deidesheim und Niederkirchen und keine Pfründner wie früher, die sich ins Spital eingekauft hatten.
Im Jahr 1778 wurde auf Anweisung des Speyerer Fürstbischof Damian August Philipp Karl von Limburg-Stirum der Aufgabenbereich des Spitals erweitert: Ein Krankenhaus und eine Apotheke errichtet; zu diesem Zweck stiftete der Fürstbischof 25.000 Gulden. 1782 überwies Domkapitular Karl Joseph von Mirbach dem Institut 1500 Gulden, zur Dotation eines neunten Krankenbettes für Bedürftige.
Die Leitung des Krankenhauses wurde am 25. Juli 1779 von den Barmherzigen Brüdern übernommen. In der Folgezeit wurden jeden Monat wurden zehn bis zwölf Kranke im Spital aufgenommen. Jedoch bestand die Styrumsche Stiftung nur wenige Jahre: Im Zuge des Ersten Koalitionskrieges plünderten französische Truppen Spital und Kapelle, und die Barmherzigen Brüder flohen vor den heranrückenden Revolutionsheeren. Massive Beschädigung schloss danach eine Wiedereröffnung des Krankenhauses aus.

### Bis Ende des 19. Jahrhunderts

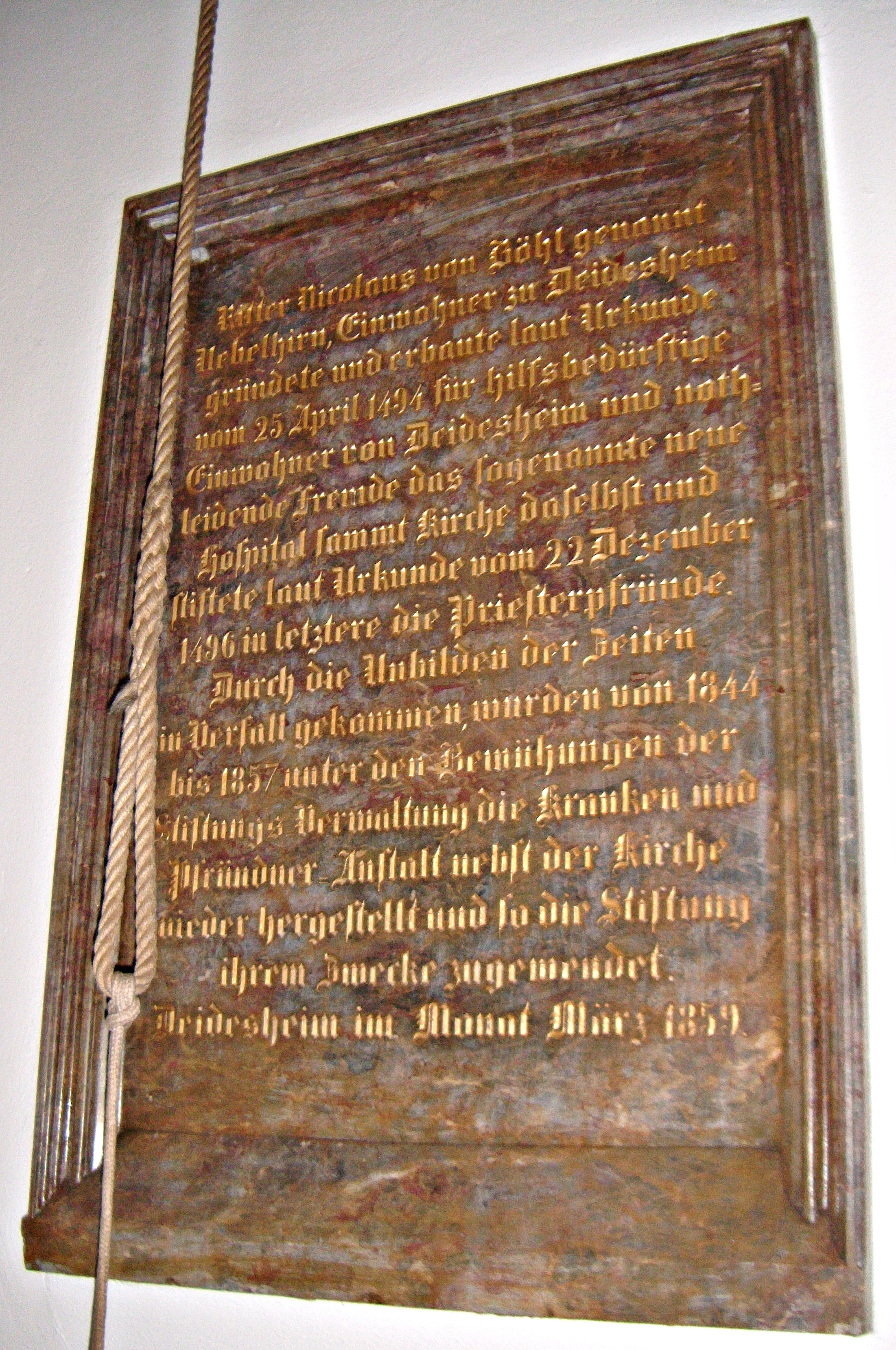
Spitalkapelle, Gedenktafel zur Geschichte des Instituts, 1859

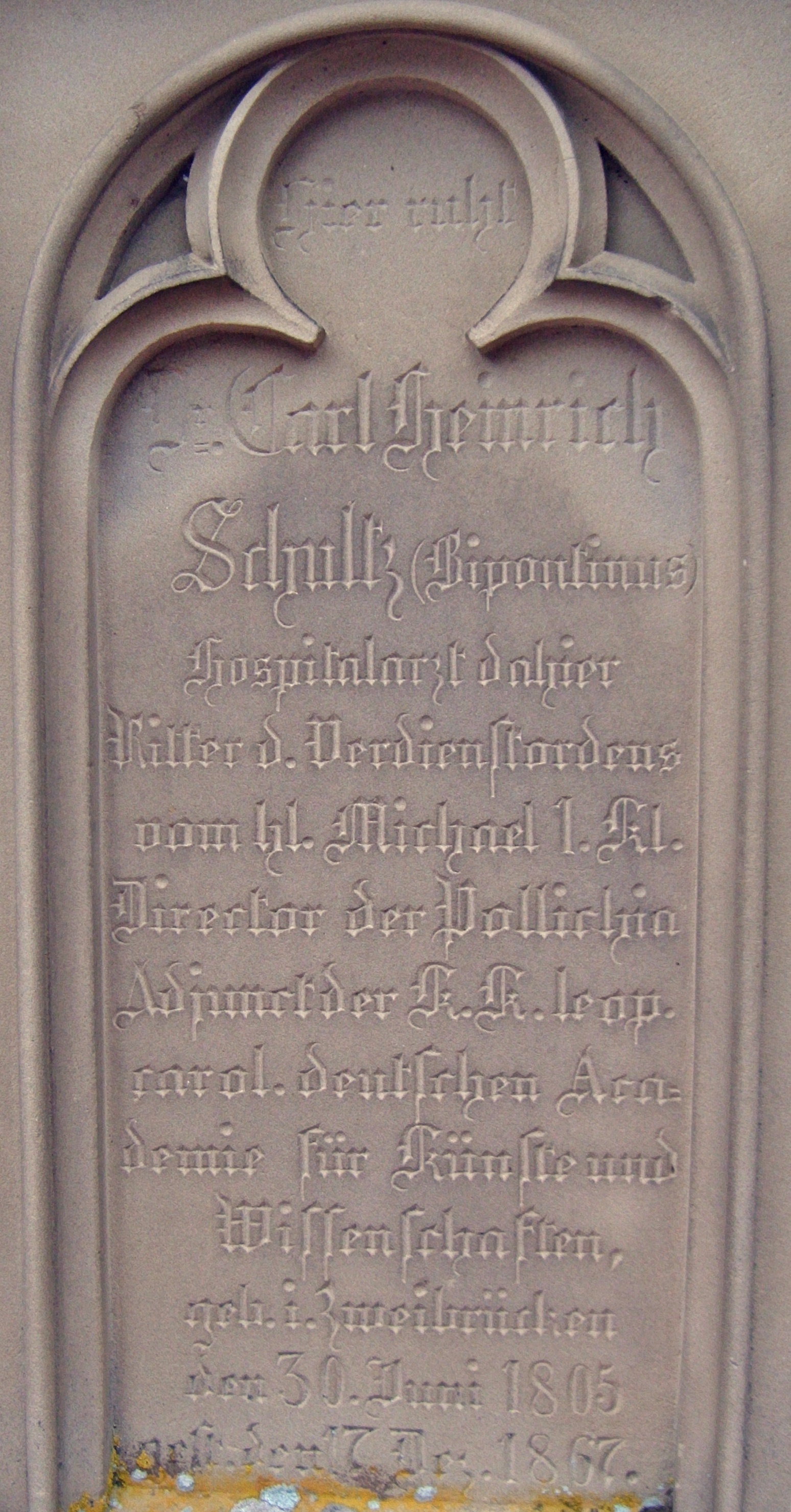
Grabinschrift des Deidesheimer Hospitalarztes Carl Heinrich Schultz

Ab 1797 übernahmen die Gemeindeverwaltungen die Verantwortung für die auf ihrer Gemarkung liegenden Zivilspitäler. Dafür wurde eine fünfköpfige Kommission gebildet, welche der Präfekt des Départements Donnersberg alle fünf Jahre erneuerte. Die Kommission benutzte die Einkünfte des Spitals zur Unterstützung kranker und bedürftiger Bürger und armer Schulkinder. Die Apotheke, die zunächst von den Barmherzigen Brüdern weitergeführt worden war, ging 1805 in den Besitz der Kommission über. Sie wurde für den Spottpreis von 100 Gulden an den Apotheker Christian Fabel verpachtet, der seine erworbene Konzession für 10.000 Gulden weiterverpachtete; kurze Zeit später wurde die Apotheke gar für 15.000 Gulden nochmals weiterverpachtet. Dadurch stiegen aber die Preise der Medikamente in für die Bedürftigen unerschwingliche Höhen. Die verwüstete Spitalkapelle wurde als Magazin verpachtet und in dem neuen Spital entstand eine Schule und zwei Wohnungen für Lehrer, die an die Gemeinde verpachtet wurden. Im Jahr 1840 schließlich machte die Regierung des Königreichs Bayern dem stiftungswidrigen Gebrauch der Institution ein Ende und ordnete an, dass im Spital wieder alte und bedürftige Personen aufgenommen werden sollen. Die Hospitalkommission beschloss daraufhin, neben einem Alten- und Pflegeheim auch eine „Kleinkinderbewahr-, Suppen- und Beschäftigungsanstalt“ in den Gebäuden des Spitals einzurichten. Der bekannte Mediziner und Botaniker Carl Heinrich Schultz (1805–1867) wirkte damals dort als Hospitalarzt, worauf auch seine Grabinschrift auf dem Friedhof Deidesheim hinweist.
1850 wurde in den „Statuten des Bürger-Hospitals zu Deidesheim“ festgelegt, dass im Spital Pfründner auf Lebenszeit oder auch nur für die Dauer eintretender Krankheit Aufnahme finden sollten. Am 20. August 1850 wurden die ersten 15 Pfründner von der Hospitalkommission aufgenommen. Am 17. November 1851 stifteten der Deidesheimer Bürgermeister Ludwig Andreas Jordan und die Deidesheimer Gutsbesitzer Franz Peter Buhl und Georg Friedrich Deinhard als Erben des früheren Deidesheimer Bürgermeisters Andreas Jordan dem Spital 10.000 Gulden; mit dem Geld wurde ein Kindergarten eingerichtet, der 1908 in die Verantwortung der Stadt Deidesheim überging. Heute heißt der Kindergarten „Vogelnest“. Ihre Verwandte Freifrau Anna von Szent-Ivanyi bedachte das Deidesheimer Spital am 17. März 1879 ebenfalls mit einer bedeutenden Stiftung.

### Seit dem 20. Jahrhundert

#### Bis zum Zweiten Weltkrieg
Zu Beginn des Jahres 1901, als eine Stelle als Krankenhaus vakant geworden war, schlug Bürgermeister Johann Julius Siben dem Superior der Niederbronner Schwestern vor, dass einige Schwestern des Ordens diverse Aufgaben im Spital übernehmen sollen. Der Vorschlag wurde angenommen, und am 21. März 1901 trat die erste Schwester ihren Dienst an; seit dem 1. September 1909 bildeten die Schwestern im Spital eine eigene Niederlassung und bis 1924 stieg die Zahl der Schwestern auf fünf an. Die Schwestern versahen ihren Dienst im Spital bis 1982 und führten ihn im neuen Altenheim St. Elisabeth weiter, bis sie 1991 dort von indischen Schwestern abgelöst wurden.
Die Inflation von 1923 traf das Spital schwer. Die finanziell schwierige Situation besserte sich erst gegen Ende der 1920er Jahre wieder.

#### Zweiter Weltkrieg

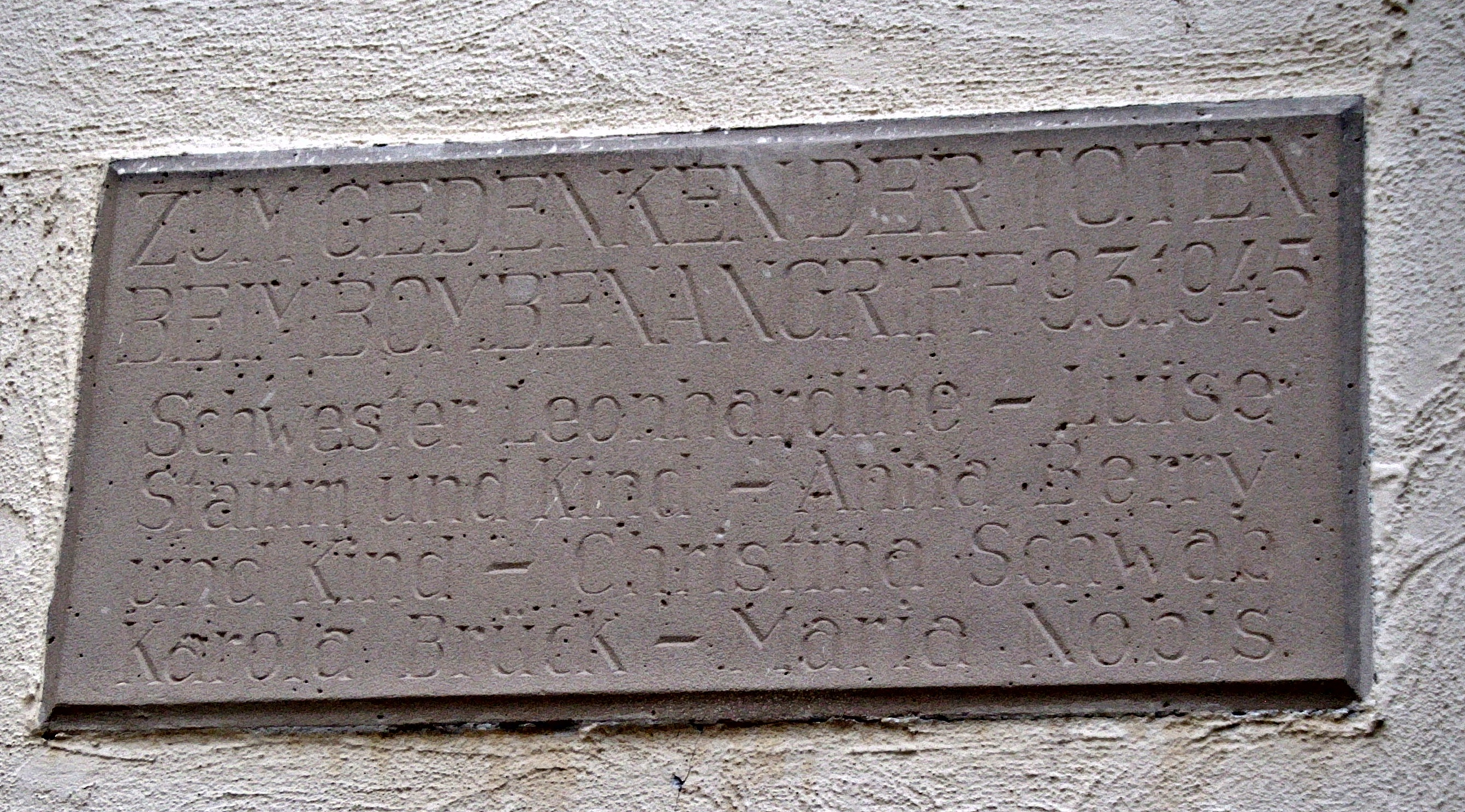
Gedenkstein an die acht Opfer des Fliegerangriffes von 1945

Am 26. August 1939, kurz vor Beginn des Zweiten Weltkriegs, wurden einige Räume im Spital requiriert, um darin ein Lazarett einzurichten. Im August 1940, nach dem erfolgreichen Abschluss des Westfeldzugs, wurde das Lazarett dann wieder aufgelöst. Im Januar 1945 musste das Spital dann wieder drei Räume bereitstellen, um Personen aus dem Neustadter Krankenhaus Hetzelstift unterzubringen, die bei Luftangriffen verletzt worden waren.
Am 9. März 1945, nur wenige Tage bevor alliierte Truppen Deidesheim erreichten, gab es einen Luftangriff auf Deidesheim, dabei trafen zwei Sprengbomben das Spital. An diesem Tag waren 52 Personen im Spital untergebracht. In der Wassergasse, an die das Spital im Süden grenzt, waren einige Wehrmachtsfahrzeuge abgestellt, und in der „Reithalle“ ganz in der Nähe war eine Reparaturwerkstatt für diese eingerichtet; diesen Fahrzeugen galt wohl der Angriff, der von französischen Flugzeugen ausgeführt wurde. Eine der beiden Bomben fiel in den Hof zwischen dem Südtrakt und der Spitalkapelle, und zwar direkt auf den Schacht eines Abwasserkanals, so dass die Wucht der Detonation sich eher innerhalb dieses Kanals auswirkte, dessen Röhren auf einer langen Strecke schwere Schäden aufwiesen; noch auf Höhe des Rathauses wurde ein Deckel der Kanalisation durch die Wucht der Explosion herausgeschleudert. Die zweite Bombe allerdings fiel direkt auf den Südtrakt, der zum Teil völlig zerstört wurde, dabei verloren eine Ordensschwester, zwei Rentnerinnen, eine weitere Frau, sowie zwei Wöchnerinnen mit ihren Babys das Leben; das Spital fungierte in dieser Zeit auch als Entbindungsheim und hatte gerade vier Wöchnerinnen hier untergebracht. Die Spitalkapelle überstand den Angriff beinahe unbeschadet, nur die Fenster barsten durch die Wucht der Detonationen. Einige Wohnhäuser in der Umgebung des Spitals wurden bei dem Luftangriff ebenfalls beschädigt.

#### Nach dem Zweiten Weltkrieg
Der Wiederaufbau der Gebäude nach dem Krieg gestaltete sich aufgrund fehlender Geldmittel schwierig. Der Nordflügel und der Mittelbau konnten am 2. Juli 1949, der südliche Gebäudeteil schließlich am 11. Mai 1952 eingeweiht werden.
Durch den Verkauf von 15.935 m² Ackerland auf Altdorfer Gemarkung und 8.000 m² Wingertgelände auf Freimersheimer Gemarkung sollte das Spital erweitert werden. Das rheinland-pfälzische Sozialministerium, welches die Erweiterung bezuschussen sollte, empfahl eine Kombination aus Pflegeheim, Altersheim und Altenwohnheim, was der Spitalrat auch umsetzte. Da sich die geplante Erweiterung allerdings nicht wie gedacht verwirklichen ließ, entschloss man sich, auf dem Gelände des ehemaligen Sportplatzes ein neues Gebäude zu errichten; die Leitung dieses neuen Altenheims „St. Elisabeth“ mit 23 Heim-, 44 Pflege- und 20 Wohnplätzen wurde dem Caritasverband der Diözese Speyer übertragen. Das Altenheim „St. Elisabeth“ wurde 1983 eingeweiht. Die Gebäude des Spitals standen zunächst leer; nach 1988 nahm das Spital als Kurzzeit-Domizil wieder Senioren auf; insgesamt 43 Plätze standen damals zur Verfügung.
Im Jahr 1989 bekam die Stiftung Bürgerhospital die Europa-Nostra-Medaille verliehen, eine internationale Auszeichnung, die für den Erhalt europäischen Erbes verliehen wird.

### Heutige Nutzung

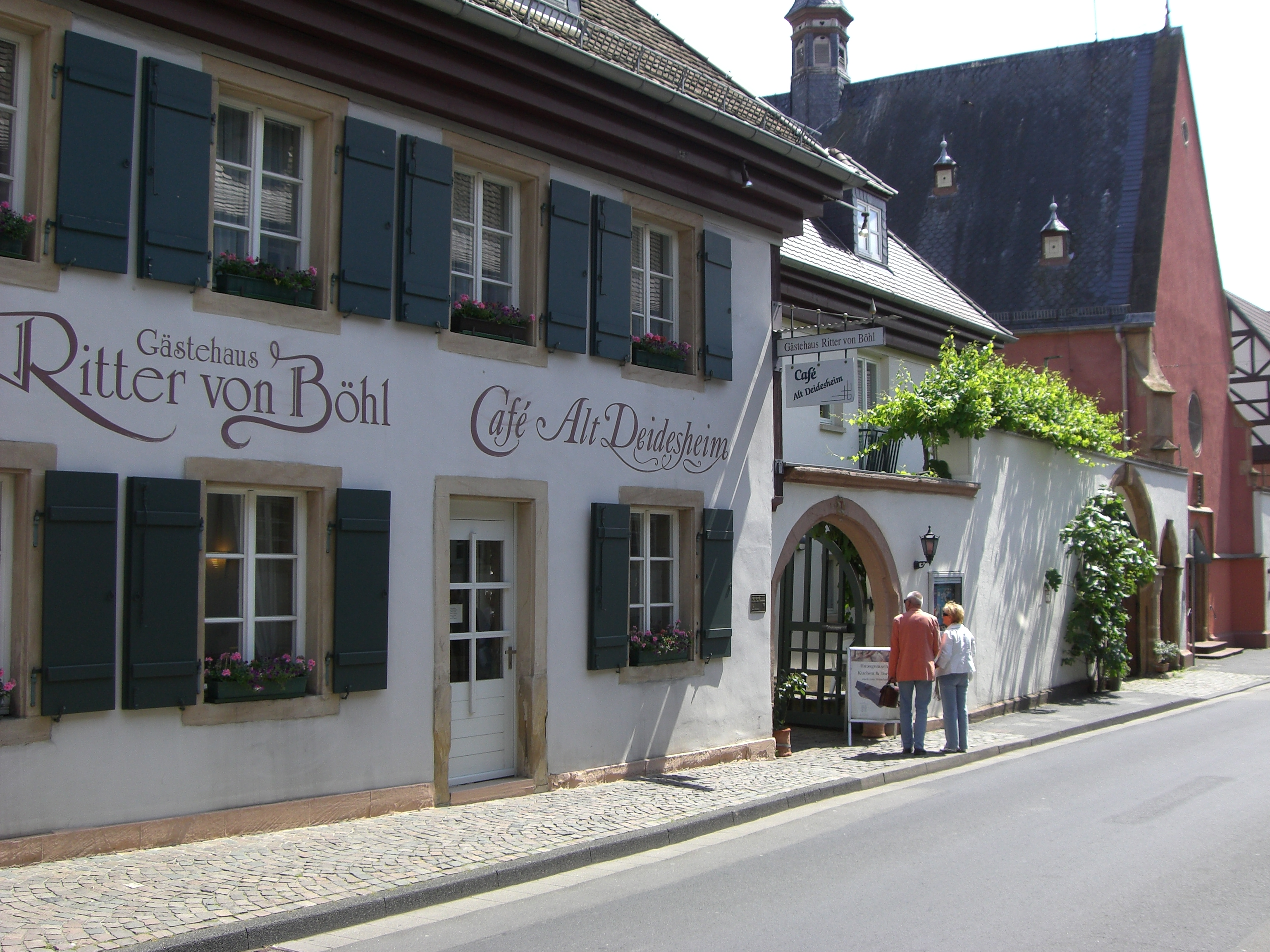
Gästehaus und Spitalkapelle an der Weinstraße

1994 wurde das Spital um das Café Alt Deidesheim als Begegnungsstätte der Generationen und das Gästehaus Ritter von Böhl erweitert, deren Einnahmen der Spitalstiftung zugutekommen.
Die Pflegeeinrichtung des Spitals wurde 2013 an das Caritas-Altenheim „St. Elisabeth“ angegliedert, das zu diesem Zweck um einen weiteren Gebäudeflügel erweitert wurde. Der nun frei gewordene Gebäudekomplex wurde zwischen 2013 und 2015 zu einem barrierefreien Hotel mit 22 weiteren Zimmern umgebaut; zusammen mit den Räumen des Gästehauses bietet das Hotel heute 44 Zimmer sowie zwei Tagungsräume. Dem Hotel angegliedert ist das Café.
Die Stiftung „Bürgerhospital Ritter von Böhl“ koordiniert ferner eine Generationenhilfe; dabei wird hilfsbedürftigen Personen in der Verbandsgemeinde Deidesheim unter die Arme gegriffen. Anfang 2018 waren 33 Helfer bei der Stiftung registriert. Dem Spitalrat gehören jeweils fünf Niederkircher und fünf Deidesheimer Bürger an sowie der Pfarrer der katholischen Gemeinde. Der Ortsbürgermeister Deidesheims ist der Vorsitzende. Die Stiftung finanziert sich neben den Einkünften aus dem Hotel auch durch die Verpachtung von rund 60 Grundstücken in der näheren Umgebung, die früher dem Ritter von Nikolaus von Böhl gehörten.
Das Deidesheimer Spital beherbergt außerdem Veranstaltungen, Workshops und Ausstellungen. Wohneinheiten können Menschen in Notsituation zur Verfügung gestellt werden. Im nördlichen Gebäudeteil ist zudem das 3F Deutsches Museum für Foto-, Film- und Fernsehtechnik untergebracht.

## Der Gebäudekomplex

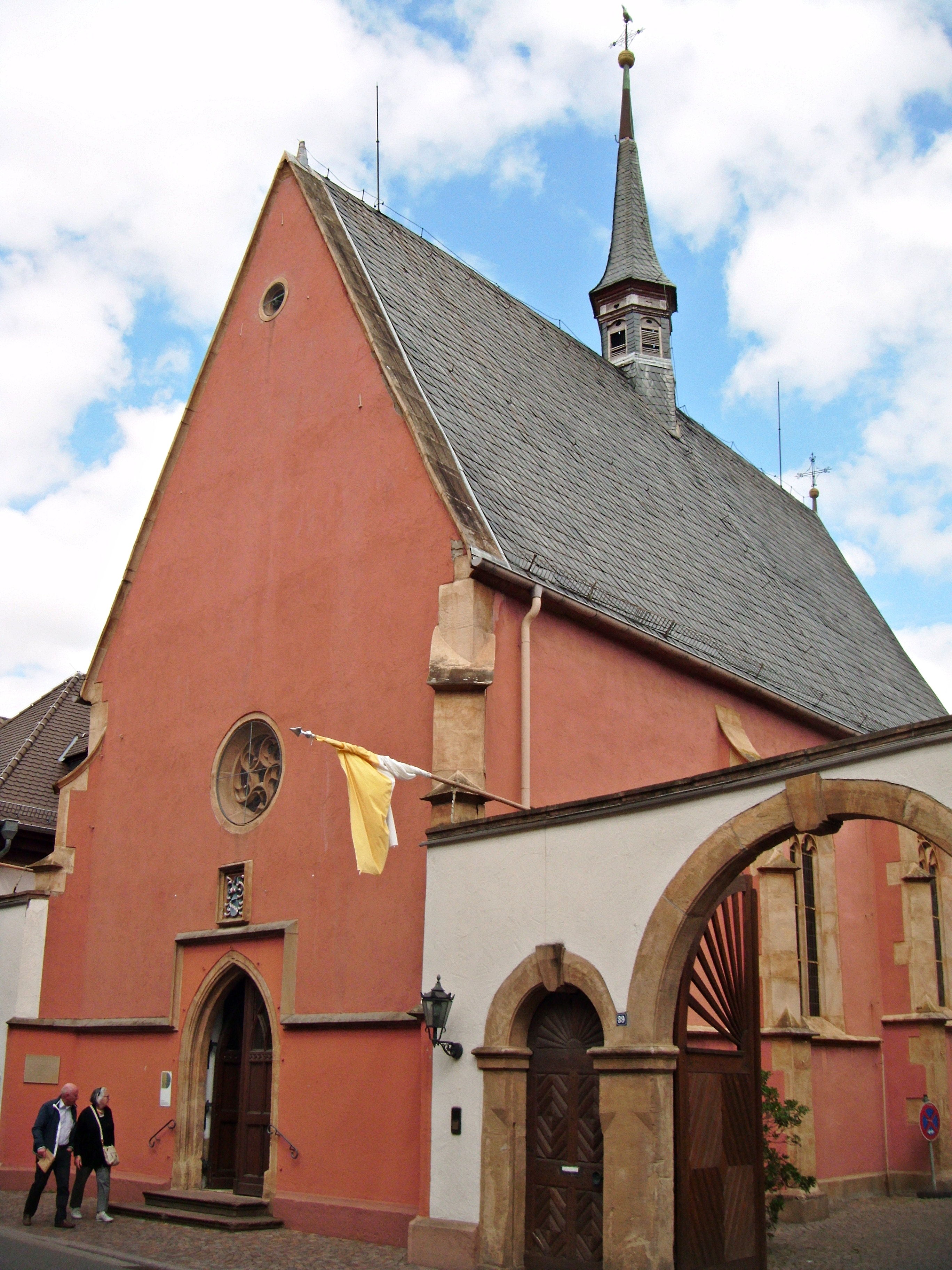
Spitalkapelle

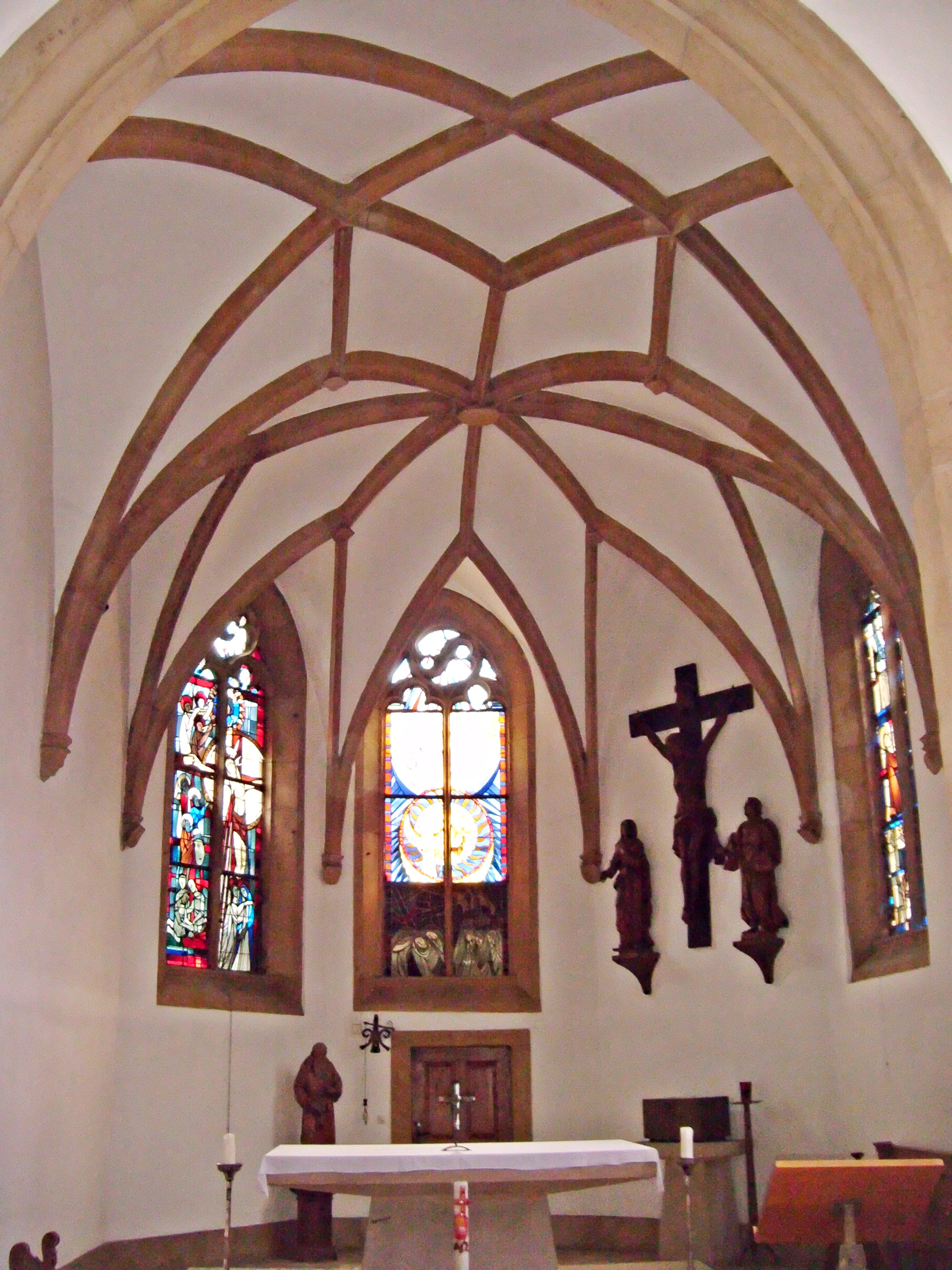
Spitalkapelle innen

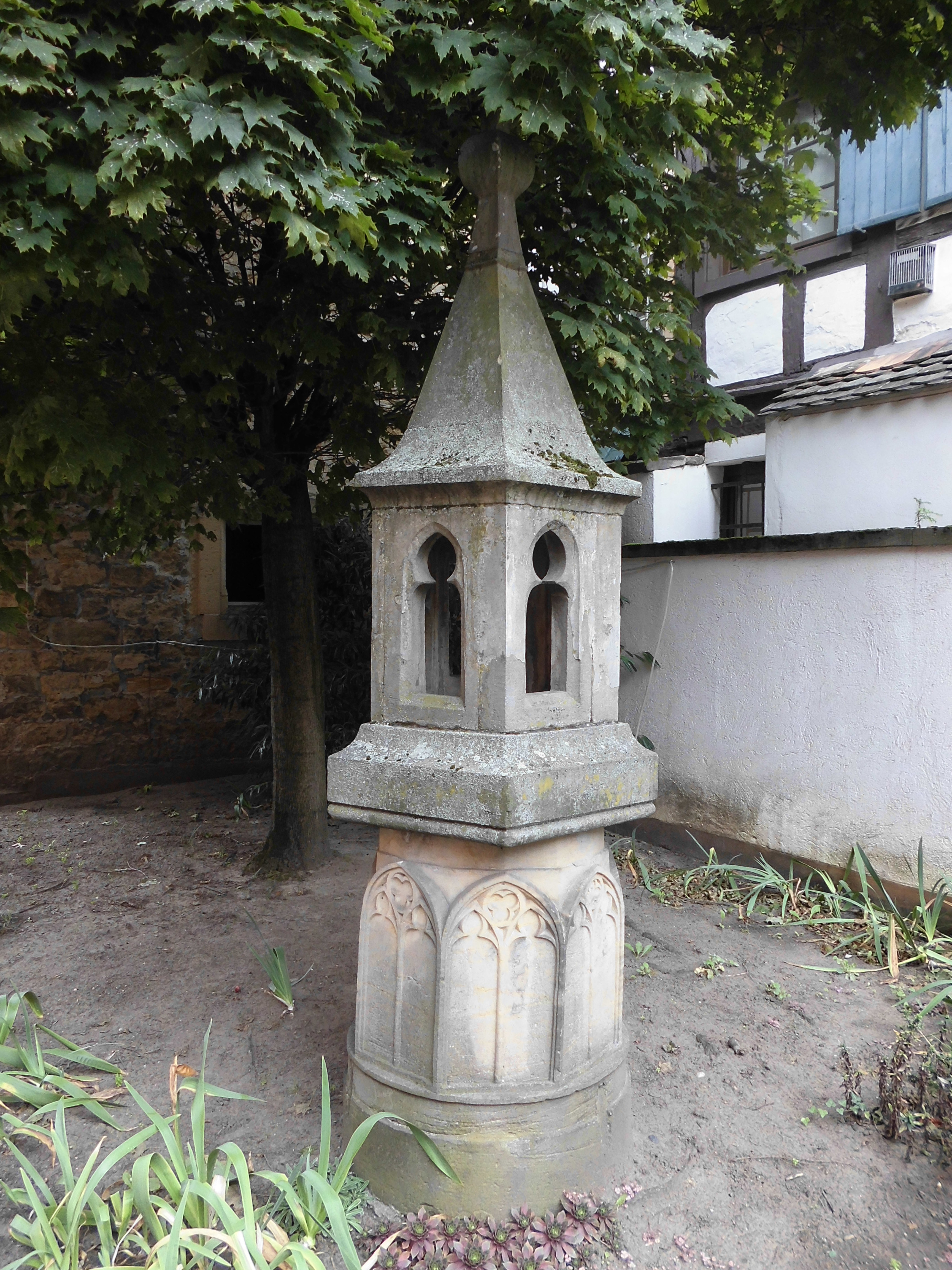
Totenleuchte

Das Deidesheimer Spital liegt im historischen Stadtkern Deidesheims an der Deutschen Weinstraße und hat die Adresse Weinstraße 39/41. Zusammen mit dem Gästehaus Weinstraße 35, das nach Umbaumaßnahmen seit 1994 wieder zum Spital dazugehört, ist das Spital eine Gruppe aus drei Gebäudeflügeln, die im Norden, Osten und Süden den zur Weinstraße offenen Innenhof einrahmen; in der südwestlichen Ecke wird der Hof zudem noch von einem benachbarten Wohnhaus abgeschlossen. In der Mitte des Hofes steht in Ost-West-Richtung die Spitalkapelle. Das heutige Aussehen des Spitals basiert im Wesentlichen auf den Baumaßnahmen, welche die Speyerer Fürstbischöfe Damian Hugo Philipp von Schönborn-Buchheim und Franz Christoph von Hutten zum Stolzenberg in den Jahren 1742–1746 vornehmen ließen; insbesondere der Pfründnerbau im Süden des Anwesens musste allerdings nach massiver Beschädigung im Zweiten Weltkrieg in vereinfachter Form wieder aufgebaut werden.
Der südliche Gebäudeteil des Komplexes, der sogenannte Pfründnerbau, stammt in seinem Kern aus der Zeit um 1500, als das Spital gestiftet wurde. Bevor es im Zweiten Weltkrieg von einer Sprengbombe schwere Schäden erlitt, war an dessen Südwand spätgotisches Gesims zu sehen. Es trägt ein Walmdach mit einem markanten Dachreiter, eine viereckige Laterne, die der fürstbischöfliche Baumeister Nikolaus Schwartz 1778 auf den Dachstuhl setzen ließ. Der Pfründnerbau ist durch eine brückenartige Überführung über die Spitalgasse hinweg mit einem weiteren Gebäude verbunden, das einst auch zum Spital gehörte. Die nord- und nordöstliche Seite des Hofes schließen der sogenannte Küchel- und der west-östlich ausgerichtete Zwerchbau ab, zweigeschossige Putzbauten mit Satteldach. Das Verbindungsstück zwischen Küchelbau und Pfründnerbau wurde erst 1743 errichtet.
Die spätgotische Kapelle wurde äußerlich in den mehr als 500 Jahre ihres Bestehens kaum verändert. Erbaut wurde sie von einer niederbayerischen Bauhütte, die wohl auch an der Errichtung der Nikolauskirche im benachbarten Gimmeldingen beteiligt war. Die Spitalkapelle ist ein kleiner Saalbau, dessen Chor gegenüber dem Schiff leicht südlich versetzt ist. Die Kapelle ist außen verputzt, und die Fenster haben Fischblasenmaßwerk. Ein Relief an der Westfront des Gebäudes hin zur Weinstraße zeigt das Wappen des Stifters des Spitals, Nikolaus von Böhl. Im Innern wird der Chor von einem achtteiligen Sterngewölbe überspannt. Die ursprüngliche spätmittelalterliche Ausstattung blieb nicht erhalten. Von dem 1859 erneuerten und inzwischen abgerissenen Hochaltar befindet sich in der Kirche (hinten links) noch eine geschnitzte Madonna mit Kind, geschaffen von dem Speyerer Bildhauer Gottfried Renn.
Im südlichen Teil des Spitalhofs steht eine Totenleuchte. Ihr siebenseitiger, mit Blendmaßwerk überzogener Pfeiler stammt aus dem 14. Jahrhundert; die Laterne mit Spitzhelm wurde 1850 von Gottfried Renn neu auf den Pfeiler aufgesetzt. Ebenfalls im Hof, neben einer Immergrünen Magnolie, steht ein Gedenkstein für Hannelore Kohl. Er wurde am 25. November 2001 eingeweiht.